# تموز (مجلة)
مجلة تموز هي ملحق عراقي أسبوعي للأطفال، صدر عن جريدة الجمهورية اليومية العراقية كل يوم ثلاثاء. صدر لأول مرة عام 1977م. والمرجح أنه ظل يصدر حتى عام 1980م، شعاره: ملحق الجمهورية للنشء الجديد. رئيس مجلس الإدارة: سعدي قاسم حمودي، ورئيس التحرير: حميد سعيد، القطع 20×28 سم، هناك مقدمة تحت عنوان: تموز يقول لكم صباح الخير، غير موقعة.
تنشر المجلة السيناريوهات الكرتونية ويبلغ عدد صفحاتها 4 صفحات من بين 16 صفحة، بين الأبيض والأسود والصفحات الملونة، تنشر المجلة القصائد الشعرية والقصص النثرية القصيرة، ومن شخصياتها البارزة أيسر وأسيل، وأسعد وسعاد، وتنشر المجلة عروض الكتب الحديثة للأطفال.

## الأبواب
تخلو المجلة من أبواب التسلية التقليدية ومن المسابقات، وتعتمد على التأليف والرسم المحلي العراقي، ويخلو الملحق من أي إعلانات، ويخلو الغلاف من أي إشارة إلى مواد العدد. والمجلة لا تباع باعتبار أنها ملحق مجاني يُوزَّع على الجريدة.
- يتحدثون عن طفولتهم: يتحدث فيه فنان أو مؤلف عن ذكريات طفولتهم
- جواز سفر: معد من المصادر العالمية
- تعالي معي إلى
- مكتبة تموز
- أسعد وسعاد يقدمان تسلية
- أصدقاء تموز
- رسائل الأصدقاء: تنشر فيه المجلة رسائل قرائها وصورهم ورسوماتهم
- هواة التعارف

## فريق العمل

### الكتاب
- سلام محيى
- عبد الرزاق حسن
- ولاء عبد الغفور
- شكر حاجم
- ميادة نزار
- سليم فاضل
- شامل عبد القادر

### الرسامين
- عبد الحسين محمود
- فلاح عاشور
- علي مندلاوي
- محيى خليفة
- مزيد محسن